# Hayedeh
Hayedeh (persiska: هایده), född 10 april 1942 i Teheran, Iran, avled den 20 januari 1990 (hjärtinfarkt) i San Francisco, USA, var en framstående iransk sångerska. Hon  beskrevs som "en av de största kvinnliga sångerskorna genom alla tider".

## Karriär
Hayedeh började sin professionella karriär 1968 på Radio Teheran. Hennes första låt var "Azadeh" (Libertinen) (musik av Ali Tajvidi till en text av Rahi Moayeri).
Några månader före den Iranska revolutionen 1979 flyttade Hayedeh till London. Därefter flyttade hon till Los Angeles 1982 och bodde där fram till sin död. Hayedeh var en stark anhängare av den persiska Kungafamiljen och en vän till drottning Farah Diba-Pahlavi.
Under Hayedehs karriär framträdde hon bland annat i Roudaki i Teheran, Royal Albert Hall i London, Musikhalle Hamburg och UCLA.

## Diskografi
- Azadeh (1968)
- Raftam (1969)
- Haghnashenasi (1970)
- Dashtestani (1971)
- Vase Del Bala Shodi (1972)
- Age Beri Nefrin Mikonam (1973)
- Razi Masho (1974)
- Nowruz (1977)
- Eshareh, met Sattar en Homeyra (1983)
- Shanehayat (1986)
- Sogand (1988)
- Ey Zendegi Salam (1989)

## Dokumentärfilm
År 2009 gjorde Pejman Akbarzadeh, en iransk pianist och dokumentärfilmare bosatt i Nederländerna, en dokumentär om hennes liv och karriär. Fars, den konservativa nyhetsbyrån i Teheran, kritiserade Akbarzadeh för att han gjorde ett dokumentär om "denna korrupta monarkistiska sångerska".